# أقباط المهجر

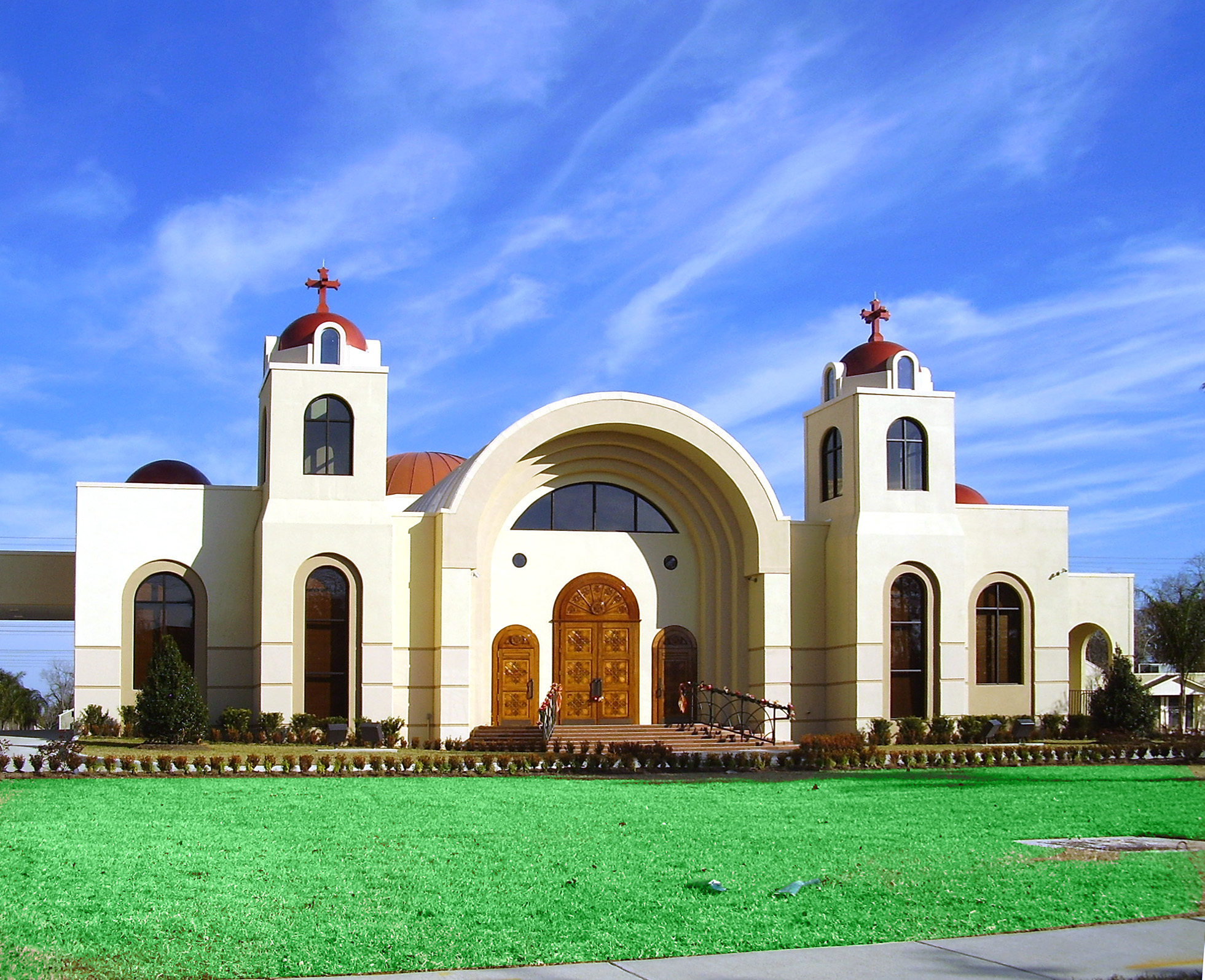
كنيسة القديس مرقس القبطية الأرثوذكسية في الولايات المتحدة.

الشتات القبطي أو أقباط المهجر مصطلح يطلق على المصريين الأقباط المهاجرين خارج مصر ويقصد به الوجود القبطي خارج مصر. ويقدّر عدد الأقباط في مصر بين 5 إلى 8 ملايين وثلاثة ملايين خارج مصر، أي في الشتات. ينتمي أغلب ٌاقباط المهجر إلى الكنيسة القبطية الأرثوذكسية ويعيش حوالي خمسة ملايين من الأقباط في أوروبا وأمريكا الشمالية والجنوبية وأستراليا وبعض الدول الأفريقية الأخرى.

## الهجرة
وفقاً لمصادر بدأ الشتات القبطي بالدرجة الأولى في عقد 1950 نتيجة للتمييز واضطهاد الأقباط والأوضاع الاقتصادية في مصر. وبدأت أولى موجات هجرة الأقباط للخارج بعد قيام ثورة 23 يوليو 1952 مباشرة، ومع صدور قانون التأميم، لاسيما أن الأقباط كانوا أكثر المصريين ثراء، وبعد انتزاع بعض أملاكهم سارعوا للهجرة إلى دول أميركا وأوروبا وكندا، ويرى المؤرخ الإسرائيلي مردوخاي نيسان أن الأقباط تأثروا بشدة بسياسات تأميم عبد الناصر، لأن العديد من الأقباط كانوا من بين المصريين الأكثر ثراءاً، على الرغم من أنهم كانوا يمثلون حوالي 10 إلى 20% من السكان. بالإضافة إلى ذلك، وفقا لنيسان فقد قوضت سياسات عبد الناصر العربية الشعور القوي للأقباط حول هويتهم المصرية القبطية، والتي نتج عنها تأجيل تصاريح لبناء الكنائس وإغلاق المحاكم الدينية المسيحية. ثم توالت الموجات مع اندلاع أي حادث له صبغة طائفية، وشهدت الفترة التي حكم الرئيس الراحل أنور السادات فيها العديد من موجات الهجرة، غير أنها زادت في عهد الرئيس السابق حسني مبارك، لاسيما بعد تردي الأحوال الاقتصادية، بينما كان أيضًا سبب ظاهري آخر وهو المعاناة من الاضطهاد الديني.
ثلاثة أسباب يمكن وضعها ركائز رئيسية لأسباب هجرة المسيحيين، الأول ممثلة بالعامل الاقتصادي وتدهور الحالة المعيشية وهو بكل الأحوال يفتح مجالاً لهجرة عامة غير أنها أعلى في أوساط المسيحيين، العامل الثاني يتمثل «بالتفريق في المعاملة» بين المسيحيين وسواهم والثالث هو تصاعد الحركات الأصولية الإسلامية كما حصل أواخر السبعينات وأوائل الثمانينات من القرن العشرين في مصر. لا يزال الأقباط يحتفظون بالطقوس الشرقية كاملة، وتنظم شؤونهم الكنيسة ما يُعرف في الكنائس الشرقية عامة باسم «أبرشيات المغترب»، مثال على ذلك كل من الكنيسة البريطانية الأرثوذكسية والكنيسة الفرنسية القبطية الأرثوذكسية وهي ضمن كنيسة الإسكندرية، ولكنها تعتبر مستقلة إدارياً.

## الحياة في الشتات

### الحضور في الشتات
مع زيادة أعداد الأقباط في الخارج تكون ما يمكن وصفه ب«اللوبي القبطي»، ضد السلطات المصرية، ومارس أقباط المهجر ضغوطاً قوية على الأنظمة الغربية، لإتخاذ مواقف متشددة ضد مصر، أثناء الحوادث ذات الصبغة الطائفية، حتى بات نظام حسني مبارك يقيم لهم وزنًا، ويخشى نفوذهم.
برز عدد من أقباط المهجر في كافة المجالات وسطع نجم عدد من أقباط المهجر ووصل بعضهم إلى مراكز مرموقة أمثال بطرس بطرس غالي الأمين العام السابق للأمم المتحدة، ومجدي يعقوب وهو من أبرز جراحي جراحة القلب وأطلق عليه لقب ملك القلوب، وفايز ساروفيم رجل أعمال وملياردير وهو مالك ورئيس مجلس إدارة شركة فايز ساروفيم وشركاه (Fayez Sarofim & Co) ودينا باول مساعدة وزير الخارجية الأمريكي للشئون التعليم والثقافة، وهي أيضًا نائب وكيل وزارة الخارجية للشئون الدبلوماسية العامة والشئون العامة، وإبراهيم عويس وهو عالم اقتصاد، خبير دولي، وبروفسور في جامعة جورج تاون الأمريكية ورامي مالك وهو ممثل أمريكي، من أصول مصرية قبطية معروف بدور إليوت ألدرسون في مسلسل السيد روبوت على شبكة يو إس إيه نيتورك. أكسبه أداؤه في المسلسل جائزة اختيار النقاد للأفلام لأفضل ممثل وجائزة إيمي، وكذلك ترشيحات لجوائز من بينها غولدن غلوب لأفضل ممثل في مسلسل درامي وغيرهم.

### ديموغرافيا وإنتشار
أكبر الجاليات القبطية في المهجر (أرقام تقديرية):
- الولايات المتحدة تترواح أعدادهم بين 200,000 إلى مليون نسمة.[15][16][17][18][19]
- كندا يترواح بين حوالي 200,000 إلى مليون.[20]
- أستراليا حسب احصائية سنة 2003 حوالي 100,000.[21][22]

هناك أيضًا امتداد قبطي تاريخي في:  ليبيا،  السودان،  إثيوبيا،  إرتريا ومناطق أخرى من أفريقيا.

أما الامتداد الحديث ففي: سوريا،  الأردن،  الإمارات العربية المتحدة،  قطر،  الكويت،  الولايات المتحدة،  فرنسا،  المملكة المتحدة،  كندا،  أستراليا،  بوليفيا،  البرازيل،  السويد،  ألمانيا ومناطق أخرى من العالم.

### مشاهير

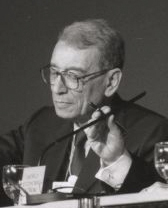
بطرس بطرس غالي، الأمين العام السابق للأمم المتحدة.
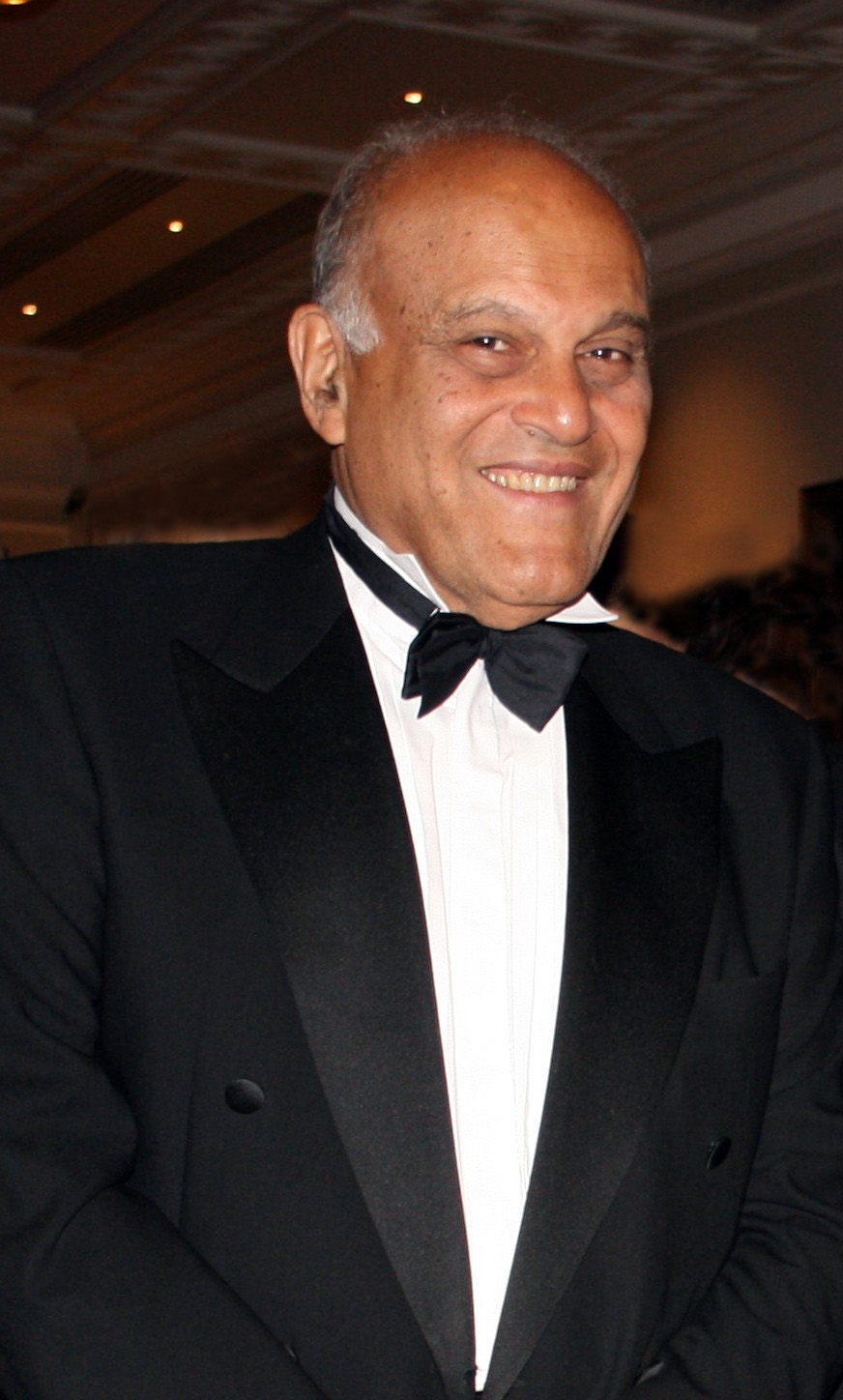
مجدي يعقوب، وهو من أبرز جراحي جراحة القلب.
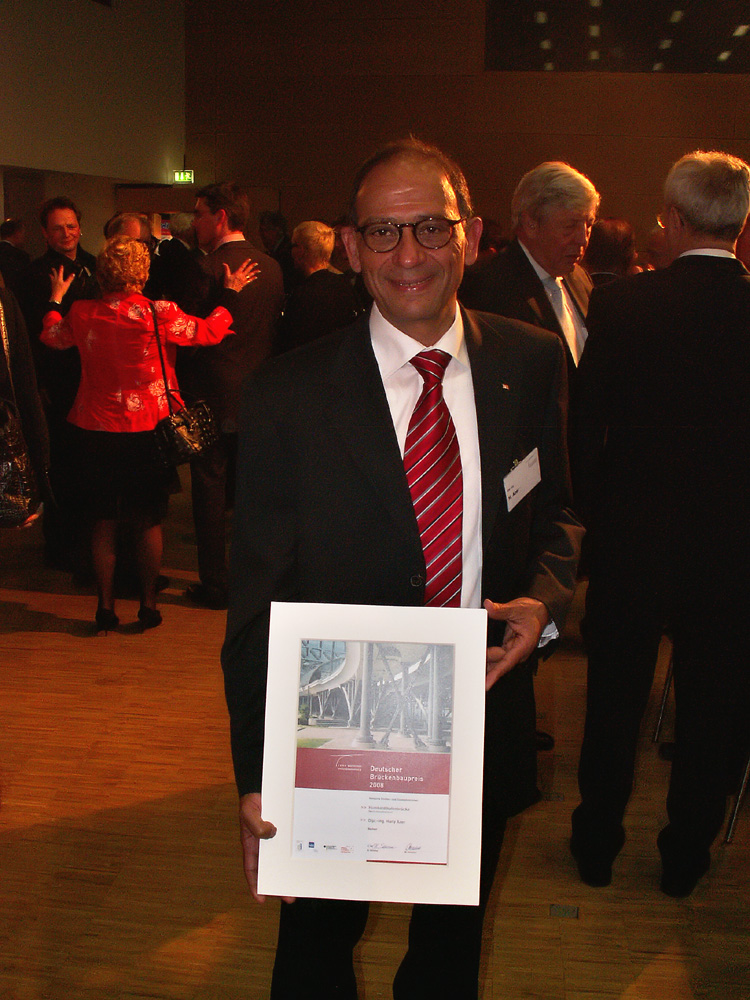
هاني عازر، مهندس اشرف على بناء محطة قطارات برلين.
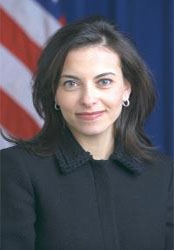
دينا باول، مساعد وزير الخارجية الأمريكي للشئون التعليم والثقافة.
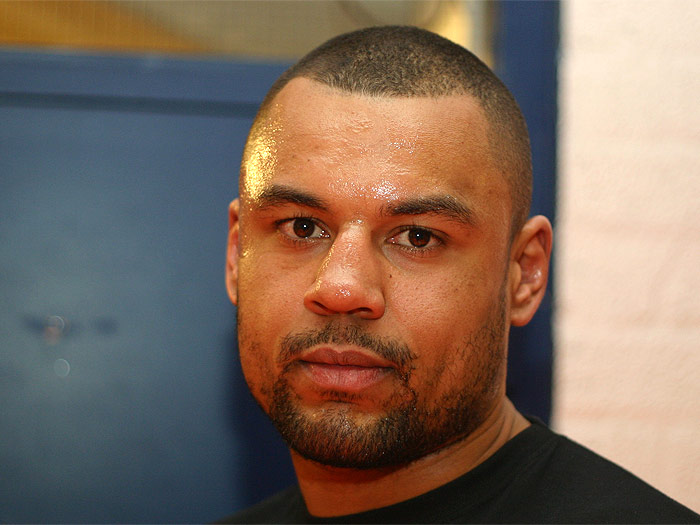
حيسدي جرجس، ملاكم في كيك بوكسينغ حصل على عدة ألقاب.
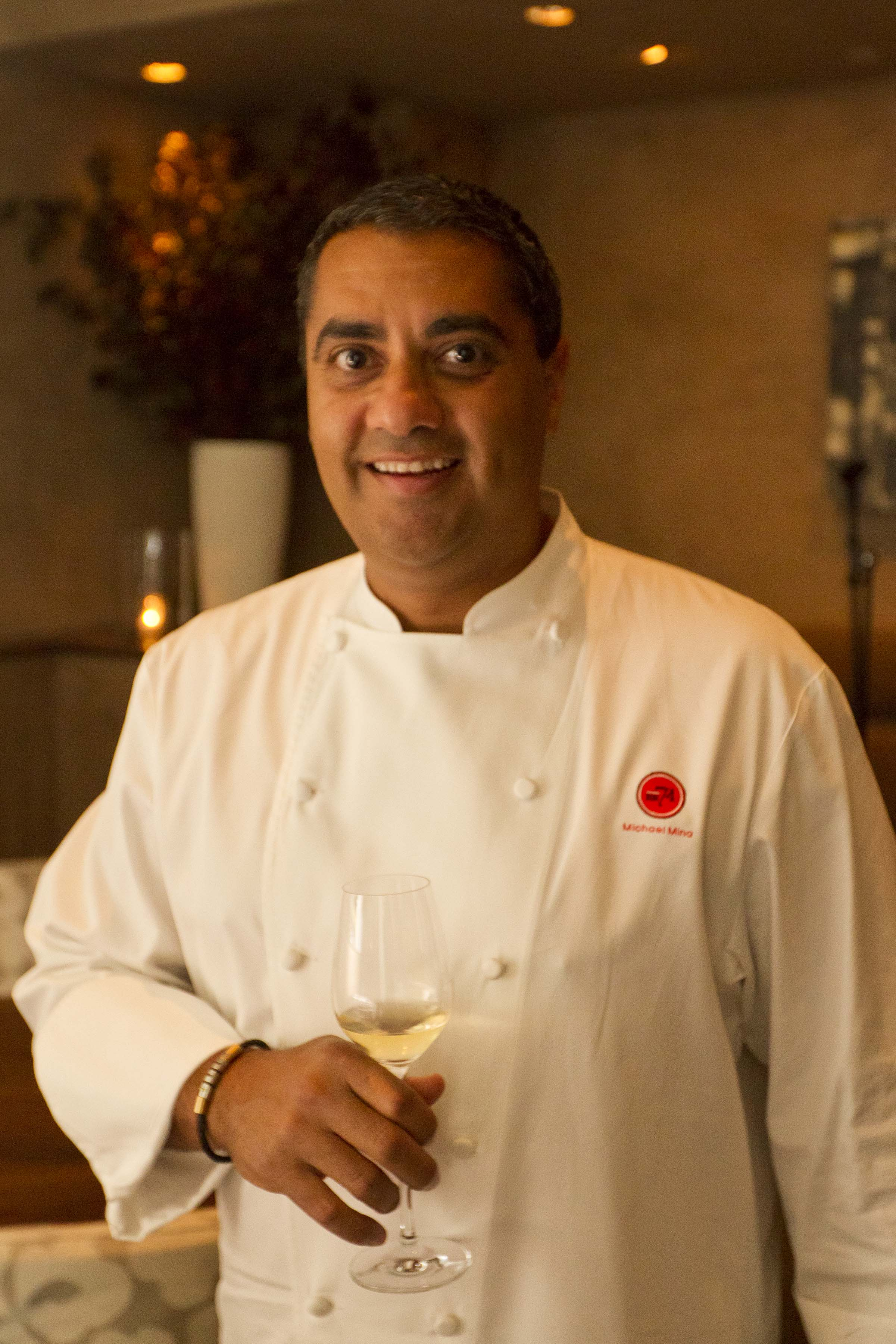
مايكل مينا، الحائز على جائزة الشيف الأمريكية، ومؤلف كتب طبخ.
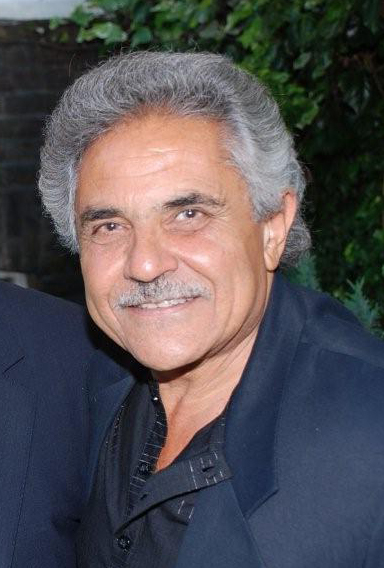
أسعد قلادة، مخرج تلفزيوني شكلت مسلسلاته التلفزيونية زائرا يوميا لأجيال من الاميركيين منذ أكثر من ربع قرن.
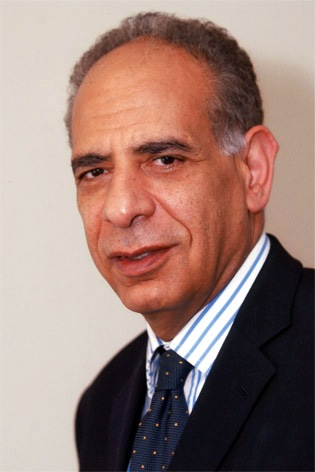
مجدي إسحاق، طبيب متخصص في جراحة العظام ورئيس الجمعية الطبية المصرية في بريطانيا.
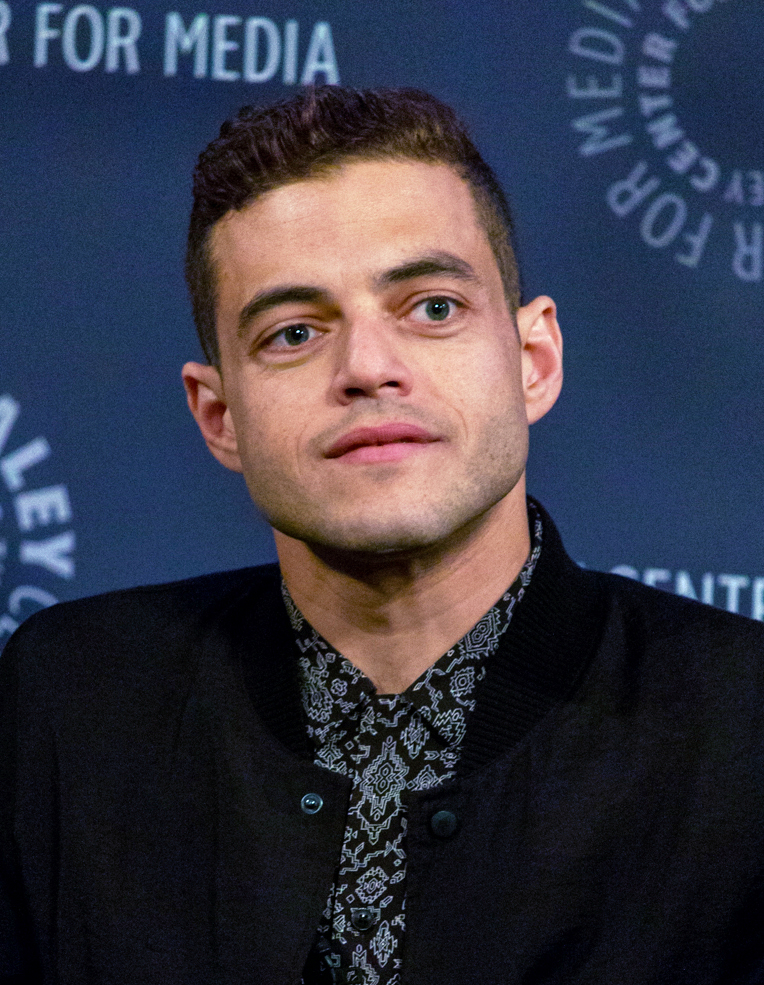
رامي مالك، ممثل أميركي من أصول مصريَّة قبطيَّة ترشح لجائزة الغولدن غلوب، وفاز بجائزة إيمي لأفضل ممثل.
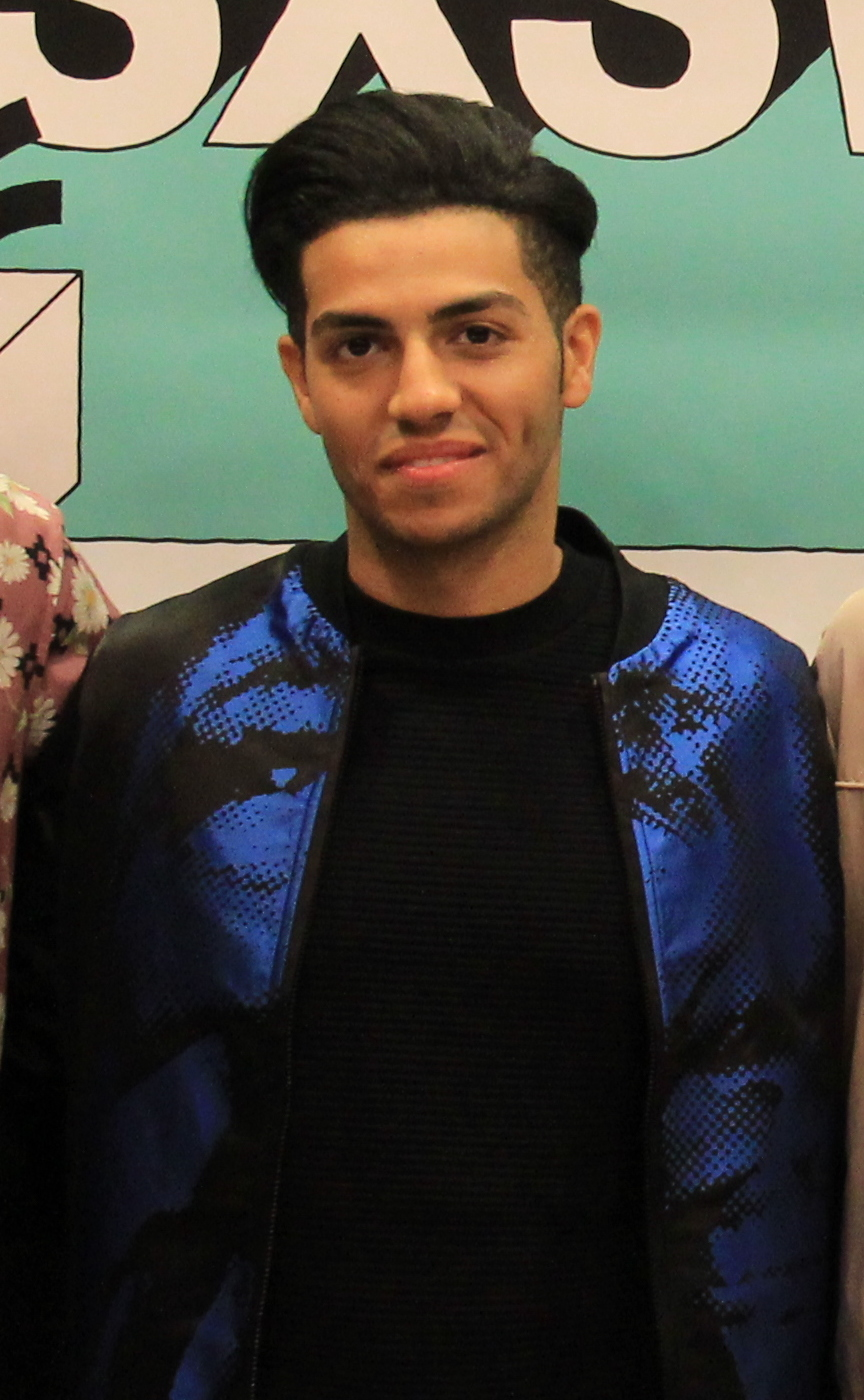
مينا مسعود، مثل ومغنى كندي من أصل مصري.